# Llansteffan Castle
Llansteffan Castle (walisisk: Castell Llansteffan) er en privatejet middelalderborg, der ligger i Llansteffan, Carmarthenshire, Wales, med udsigt over floden Tywis flodmunding i Carmarthen Bay. Den blev opført i 1100-tallet og skiftede hænder mange gange i løbet af de næste århundreder.

## Historie
Borgen er opført på samme sted, hvor et voldsted fra jernalderen lå.
Den nuværende borg blev opført af normannerne på et tidspunkt efter år 1100, som en del af deres invasion af Wales, og den blev givet til Marmion-familien inden den overgik til de Camvilles via ægteskab. Den blev erobret af Maredudd ap Gruffydd i 1146 fra de tropper som Maurice FitzGerald, Lord af Lanstephan og hans bror William FitzGerald, Lord af Emlyn havde posteret på borgen, i deres forsøg på at etablere normanniske bosættelser i området. Borgen blev generobret af normannerne 1158. Llywelyn den Store genorobrede borgen for waliserne i 1215, og de Camwille-familien fik tilbageerobret den på et tidspunkt efter 1223. Borgen overgik til Llywelyn ap Gruffudd i 1257 men kom atter i de Camville-slægtens hænder i 1260'erne.
I 1367 blev den beskrevet som værende i ringe stand. Borgne blev erobret to gange af Owain Glyndŵrs tropper i 1403 og omkring 1405 i forbindelse med glyndwroprøret. Den blev generobret af Sir John Pennes i 1408. Borgen blev senere givet til den engelske krone, og de to porttårne blev ombygget til beboelse.
I dag er borgen i privateje, men bliver drevet af Cadw.